# Phaulula neglecta
Phaulula neglecta är en insektsart som först beskrevs av Heinrich Hugo Karny 1931.  Phaulula neglecta ingår i släktet Phaulula och familjen vårtbitare. Inga underarter finns listade i Catalogue of Life.